# Únor 2012
1. února – středa
- Akreditační komise neprodloužila akreditaci pro Právnickou fakultu Západočeské univerzity v Plzni.[1]
- Ve věku 88 let zemřela polská básnířka Wislawa Szymborská, nositelka Nobelovy ceny za literaturu za rok 1996.[2]
- V egyptském Port Saidu došlo po fotbalovém zápase k masakru zemřelo 74 lidí, další tisícovka je zraněna.[3]

2. února – čtvrtek
- Madridské muzeum Museo del Prado objevilo ve svých sbírkách nejstarší kopii Mony Lisy. Vytvořil ji žák Leonarda da Vinciho ve stejné době, kdy vznikl originál.[4]
- Ve věku 91 let zemřel fotograf Vilém Kropp, vítěz World Press Photo za rok 1958.[5][6]
- Ve věku 101 let zemřela mecenáška Hermína Dušková, která se spolu s manželem Bohuslavem Duškem († 1957) řadila k největším podporovatelům české kultury 20. století.[7]

4. února – sobota
- Rezoluci navrženou Ligou arabských států, vyzývající syrského prezidenta Bašára Asada k rezignaci, zablokovaly v Radě bezpečnosti OSN Rusko a Čína.[8]
- Hned 12 nominací na Českého lva získal film Václava Havla s názvem Odcházení.[9]

5. února – neděle
- Novým finským prezident byl zvolen konzervativní politik Sauli Niinistö. Ve druhém kole porazil liberálního ekologa Pekku Haavista.[10]

8. února – středa
- Senát schválil změnu Ústavy, kterou se mj. mění způsob volby českého prezidenta. Další hlavu státu tak už budou volit přímo občané.[11]

10. února – pátek
- Hlavní cenu na World Press Photo za rok 2011 získal španělský fotograf Samuel Aranda, který pracuje pro New York Times, za snímek z nepokojů v Jemenu.[12]
- Do úřadu ve Slovinsku nastoupila druhá vláda Janeze Janši.[13]

11. února – sobota
- Ve věku 48 let zemřela americká R'n'B zpěvačka Whitney Houston.[14]

14. února – úterý
- 2 459. hvězdu na Hollywoodském chodníku slávy obdržel Matt Groening, autor animovaného seriálu Simpsonovi.[15]

15. února – středa
- Ve věznici Comayague ve střední části Hondurasu uhořelo ve svých celách nejméně 356 vězňů při požáru, který zde vypukl v úterý v noci místního času.[16]

17. února – pátek
- Prezident České republiky Václav Klaus podepsal ústavní novelu, zavádějící přímou volbu prezidenta.[17]
- Německý prezident Christian Wulff rezignoval. Stalo se po opakované kritice za zneužívání svých pravomocí, získávání nestandardních finančních výhod i výrokům o islámu.[18]
- Ruská armáda, od minulého týdne, provádí v horských oblastech Dagestánu ofenzívu proti početným skupinkám radikálů, kteří se odtud chtějí probít do sousedního Čečenska.[19][nedostupný zdroj]

18. února – sobota
- Papež Benedikt XVI. jmenoval Dominika Duku při papežské konsistoři kardinálem, jehož titulárním kostelem je kostel sv. Marcelína a Petra v Lateránu.[20]
- Čína souhlasila se zpřístupněním svého trhu americkým filmům.[21]

19. února – neděle
- Německá spolková kancléřka Angela Merkelová oznámila, že se její vláda shodla s opozicí na nominaci Joachima Gaucka na úřad německého spolkového prezidenta.[22]

22. února – úterý
- V syrském městě Homs byli zabiti dva západní novináři – Američanka Marie Colvinová a francouzský fotograf Rémi Ochlik.[23][24]

23. února – čtvrtek
- Švédská korunní princezna Viktoria porodila dceru, která je tak další nástupkyní na švédský královský trůn.[25][26]

26. února – neděle
- Němý černobílý film Umělec získal na 84. ročník udílení Oscarů v americkém Los Angeles cenu za nejlepší film roku.[27]

27. února – pondělí
- Ve věku 77 let zemřela česká režisérka a scenáristka Vlasta Janečková.[28]

28. února – úterý
- Ve věku 72 let zemřel přední český odborník na astronautiku a dlouholetý wikipedista Antonín Vítek.[29]